# CPT 2-Mangel
Der Carnitin-O-Palmitoyltransferase 2-Mangel ist eine autosomal-rezessiv vererbte, genetische Stoffwechselstörung. Die Krankheit ist durch einen enzymatischen Defekt der Carnitin-O-Palmitoyltransferase 2 gekennzeichnet, der verhindert, dass langkettige Fettsäuren zur Energiegewinnung in die Mitochondrien transportiert werden. Die Störung tritt in einer von drei klinischen Formen auf: lethal-infantil, schwer-infantil-hepatokardiomuskulär und myopathisch.

Struktur von Carnitin

Erstmals 1973 von DiMauro charakterisiert, wird die myopathische Form dieser Krankheit bei Erwachsenen durch körperlich anstrengende Aktivitäten oder längere Perioden ohne Nahrung ausgelöst und führt zu immenser Muskelermüdung und Schmerzen. Der Carnitin-O-Palmitoyltransferase 2-Mangel ist die häufigste erbliche Störung des Fettstoffwechsels, die die Skelettmuskulatur von Erwachsenen betrifft und betrifft hauptsächlich Männer. CPT 2-Mangel ist auch die häufigste Ursache für erblich bedingte Myoglobinurie.

## Anzeichen und Symptome
Die drei Haupttypen des Carnitin-Palmitoyltransferase-2-Mangels werden auf der Grundlage der gewebespezifischen Symptomatik und des Erkrankungsalters klassifiziert. Unter den wenigen Menschen, bei denen CPT-2-Mangel diagnostiziert wurde, haben einige unbekannte und/oder neuartige Mutationen, die sie außerhalb dieser drei Kategorien platzieren, während sie weiterhin positiv für CPT-2 sind.

### Neonatale Form
Die neonatale Form ist die am wenigsten verbreitete klinische Erscheinungsform dieser Störung und führt unabhängig von der Intervention fast immer schnell zum Tod. Der symptomatische Beginn wird nur wenige Stunden nach Geburt bis innerhalb von 4 Lebenstagen diagnostiziert. Betroffene Neugeborene leiden typischerweise unter Atemversagen, niedrigem Blutzucker, Krampfanfällen, Lebervergrößerung, Leberversagen und Herzvergrößerung mit abnormalen Herzrhythmen, was zu Herzstillstand führt. In den meisten Fällen sind Elemente einer abnormalen Gehirn- und Nierenentwicklung kenntlich, manchmal sogar auf einem pränatalen Ultraschall. Säuglinge mit der lethal-neonatalen Form leben normalerweise nicht länger als ein paar Monate. Es wurden auch neuronale Migrationsdefekte dokumentiert, denen häufig die ZNS-Pathologie der Erkrankung zugeschrieben wird.

### Infantile Form
Symptome treten normalerweise im Alter zwischen 6 und 24 Monaten auf, aber die meisten Fälle wurden bei Kindern unter 12 Monaten dokumentiert. Die infantile Form betrifft mehrere Organsysteme und ist hauptsächlich durch hypoketonische Hypoglykämie (wiederkehrende Attacken mit abnorm niedrigen Spiegel von Fettabbauprodukten und Blutzucker) gekennzeichnet, die häufig zu Bewusstseinsverlust und Krampfanfällen führen. Akute Leberinsuffizienz, Lebervergrößerung und Kardiomyopathie sind ebenfalls mit der infantilen Präsentation dieser Erkrankung verbunden. Episoden werden durch fieberhafte Erkrankungen, Infektionen oder Nahrungsfasten ausgelöst. Einige Fälle von plötzlichem Kindstod werden infantilem CPT-2-Mangel zur Zeit der Autopsie zugeschrieben.

### Adulte Form
Die ausschließlich myopathische Form ist die am weitesten verbreitete und am wenigsten schwerwiegende phänotypische Form dieser Störung. Zu den charakteristischen Anzeichen und Symptomen gehören Rhabdomyolyse (Abbau von Muskelfasern und anschließende Freisetzung von Myoglobin), Myoglobinurie, wiederkehrende Muskelschmerzen und Schwäche. Die Freisetzung von Myoglobin führt dazu, dass der Urin rot bis hin zu dunkelbraun wird. Dies weist auf eine Schädigung der Nieren hin, die letztlich zu Nierenversagen führen kann.
Muskelschwäche und -schmerzen klingen in der Regel innerhalb von Stunden bis Tagen ab, und die Patienten erscheinen in den Zeiträumen zwischen den Attacken als klinisch normal. Die Symptome sind meistens belastungsbedingt, aber auch Fasten, eine fettreiche Ernährung, Kälteeinwirkung, Schlafentzug oder Infektionen (insbesondere fieberhafte Erkrankungen) können die metabolische Myopathie hervorrufen. 
In einer Minderheit der Fälle kann die Schwere der Krankheit durch drei lebensbedrohliche Komplikationen verschlimmert werden, die aus einer anhaltenden Rhabdomyolyse resultieren: akutes Nierenversagen, respiratorische Insuffizienz und episodische anormale Herzrhythmen. 
Schwere Formen lösen anhaltende Schmerzen durch Alltagsbelastungen aus. Die adulte Form hat ein variables Manifestationsalter. Erstes Auftreten von Symptomen ist normalerweise im Alter zwischen 6 und 20 Jahren, wurde aber auch bei Patienten im Alter von 8 Monaten bis über 50 Jahren dokumentiert. Ungefähr 80 % der bisher gemeldeten Fälle waren männlich.

## Biochemie

### Enzymstruktur
Das CPT-System wirkt direkt auf den Transfer von Fettsäuren zwischen dem Cytosol und der inneren mitochondrialen Matrix. CPT 2 teilt Strukturelemente mit anderen Mitgliedern der Carnitin-Acyltransferase-Proteinfamilie. Das humane Homolog des CPT 2-Enzyms zeigt 82,2 % Aminosäuresequenz-Homologie mit dem Rattenprotein. Signifikante strukturelle und funktionelle Informationen über CPT 2 wurden somit aus den kristallographischen Studien mit dem Rattenprotein abgeleitet. Dabei wurde die Kristallstruktur von Hisiao et al. untersucht.
Zusätzlich zu den Gemeinsamkeiten der Acyltransferasen enthält CPT 2 auch eine deutliche Insertion von 30 Resten in der Aminodomäne, die einen relativ hydrophoben Vorsprung bildet, der aus zwei Alpha-Helices und einem kleinen antiparallelen Beta-Faltblatt besteht. Es wurde vorgeschlagen, dass dieses Segment die Assoziation von CPT 2 mit der inneren mitochondrialen Membran vermittelt. Darüber hinaus könnte als Insert auch der Transfer von Palmitoylcarnitinen direkt in das aktive Zentrum von CPT 2 nach der Translokation durch die innere Membran erleichtern. Membran aufgrund ihrer Nebeneinanderstellung zum Tunnel des aktiven Zentrums des Enzyms.

### Katalytischer Mechanismus
CPT 2 katalysiert die Bildung von Palmitoyl-CoA aus Palmitoylcarnitin, das über die Acylcarnitin-Translokase in die Matrix eingeführt wird. Der katalytische Kern des CPT 2-Enzyms enthält drei wichtige Bindungsstellen, die strukturelle Aspekte von CoA, Palmitoyl und Carnitin erkennen.
Obwohl klinische Studien durch hohe Substrathemmung, starke Produkthemmung, sehr niedrige Km-Werte für die Acyl-CoA-Substrate und komplexe Detergenswirkungen in Bezug auf die Mizellen-Bildung behindert werden, haben Studien dies gezeigt: CPT 2 demonstriert einen Zwangsordnungsmechanismus, bei dem das Enzym CoA vor Palmitoylcarnitin binden muss, und dann ist das resultierende Produkt Palmitoyl-CoA das letzte Substrat, das von dem Enzym freigesetzt wird. Die Carnitin-Bindungsstelle wird durch die im Enzym durch die Bindung von CoA induzierte Konformationsänderung zugänglich gemacht. Es wird angenommen, dass dieser geordnete Mechanismus wichtig ist, damit das Enzym angemessen auf den Acylierungszustand des mitochondrialen Pools reagiert von CoA, obwohl die in der Matrix gefundenen Konzentrationen sowohl von CoA als auch von Acyl-CoA den gemessenen km-Wert des Enzyms weit übersteigen (die meisten CPT II werden das CoA bereits gebunden haben).
Der Histidinrest (an Position 372 in CPT 2) ist bei allen Mitgliedern der Carnitin-Acyltransferase-Familie vollständig konserviert und wurde an der aktiven Stelle des Enzyms lokalisiert, was wahrscheinlich eine direkte Rolle im katalytischen Mechanismus des Enzyms spielt. Es wird angenommen, dass ein allgemeiner Mechanismus für diese Reaktion darin besteht, dass dieses Histidin als allgemeine Base wirkt. Genauer gesagt läuft diese Reaktion als allgemeiner basenkatalysierter nukleophiler Angriff des Thioesters von Acetyl-CoA durch die Hydroxylgruppe von Carnitin ab.

### Biochemische Bedeutung von krankheitsverursachenden Mutationen
CPT 2-Mangel betrifft Aminosäurereste, die etwas entfernt von der aktiven Stelle des Enzyms liegen. Daher wird angenommen, dass diese Mutationen eher die Stabilität des Proteins als die katalytische Aktivität des Enzyms beeinträchtigen. Theorien zur biochemischen Bedeutung der beiden häufigsten Mutationen sind unten aufgeführt:
CPT 2-Mangel betrifft Aminosäurereste, die etwas entfernt von der aktiven Stelle des Enzyms liegen. Daher wird angenommen, dass diese Mutationen eher die Stabilität des Proteins als die katalytische Aktivität des Enzyms beeinträchtigen. Theorien zur biochemischen Bedeutung der beiden häufigsten Mutationen sind unten aufgeführt: 
CPT 2-Mangel betrifft Aminosäurereste, die etwas entfernt von der aktiven Stelle des Enzyms liegen. Daher wird angenommen, dass diese Mutationen eher die Stabilität des Proteins als die katalytische Aktivität des Enzyms beeinträchtigen. Theorien zur biochemischen Bedeutung der beiden häufigsten Mutationen sind unten aufgeführt:
- Ser113Leu Hsiao et al.[8] theoretisieren, dass diese Mutation die Wasserstoffbindung zwischen Ser113 und Arg 498 und das Ionenpaarnetzwerk zwischen Arg498 und Asp376 stören könnte, wodurch indirekt die katalytische Wirkung beeinträchtigt wird Effizienz des His372-Rests. Isackson et al.[6] schlagen vor, dass diese Mutation die Thermolabilität des Enzyms erhöht und es strukturell destabilisiert. Dies ist angesichts der Tatsache bemerkenswert, dass diese Mutation mit der belastungsinduzierten erwachsenen Form assoziiert ist (d. h. eine steigende Körperkerntemperatur kann enzymatische Defekte verschlimmern, die zu symptomatischen Präsentationen führen).[12] Rufer et al. spekulieren, dass die Mutation von Serin zum sperrigeren, hydrophoben Leucin eine kritische Wechselwirkung mit dem nahe gelegenen Phe117 verändert, was die Position und Umgebung der katalytisch wichtigen Reste Trp116 und Arg498 modifiziert und die Enzymaktivität verringert.[13]
- Pro50His Dieses Prolin ist 23 Reste vom aktiven Zentrum entfernt und befindet sich direkt unterhalb des hydrophoben Membraninserts im aktiven CPT 2-Enzym.[8] Hsiao et al. spekulieren, dass diese Mutation indirekt die Assoziation zwischen CPT II und der inneren Mitochondrienmembran beeinträchtigt und den Transfer des Palmitoylcarnitin-Substrats in das aktive Zentrum des Enzyms stört.[8]

### Enzymaktivität und Schweregrad der Erkrankung
Die klinische Bedeutung der biochemischen Folgen, die sich aus den genetischen Anomalien bei Patienten mit CPT 2-Mangel ergeben, ist umstritten. Rufer et al. stützen die Theorie, dass es einen Zusammenhang zwischen dem Ausmaß der Enzymaktivität und dem klinischen Erscheinungsbild gibt. Mehrere Forschungsgruppen haben COS-1-Zellen mit verschiedenen CPT 2-Mutationen transfiziert und festgestellt, dass die Enzymaktivität im Vergleich zu Kontrollen unterschiedlich stark reduziert ist: Phe352Cys reduzierte die Enzymaktivität auf 70 % des Wildtyps, Ser113Leu reduzierte die Enzymaktivität auf 34 % des Wildtyps und mehrere schwere Mutationen reduzierten die Aktivität auf 5–10 % des Wildtyps.
Die meisten Forscher sind zögerlich, die Existenz eines kausalen Zusammenhangs zwischen Enzymfunktionalität und klinischem Phänotyp zu akzeptieren. Zwei Forschergruppen haben kürzlich eine begrenzte Korrelation (ohne statistische Signifikanz) zwischen der genotypischen Anordnung und dem klinischen Schweregrad des Phänotyps in ihren Patientenkohorten berichtet. Es sind weitere Untersuchungen zu diesem Thema erforderlich, um die biochemischen Auswirkungen dieses Enzymmangels vollständig zu beurteilen.
Es wurde vorgeschlagen, dass die Geschwindigkeit der Oxidation langkettiger Fettsäuren bei Patienten mit CPT 2-Mangel ein stärkerer Prädiktor für den klinischen Schweregrad ist als die Restaktivität des CPT 2-Enzyms. Eine Studienbefund ist, dass, obwohl sich das Niveau der verbleibenden CPT 2-Aktivität in den Gruppen mit Beginn bei Erwachsenen und bei Kindern überschneidet, eine signifikante Abnahme der Palmitatoxidation in der Gruppe bei Kindern im Vergleich zur Gruppe mit Erwachsenen festgestellt wurde. Dies Gruppe kam zu dem Schluss, dass sowohl die Art als auch der Ort der „CPT2“-Mutation in Kombination mit mindestens einem sekundären genetischen Faktor den Fluss langkettiger Fettsäuren und damit die Schwere der Erkrankung modulieren.

## Pathophysiologie
Carnitin ist eine hydrophile Natursubstanz, die hauptsächlich durch diätetische Fleisch- und Milchprodukte aufgenommen wird und von Zellen zum Transport hydrophober Fettsäuren verwendet wird. Das "Cartinin-Shuttle" besteht aus drei Enzymen, die Carnitin verwenden, um den Import von hydrophoben langkettigen Fettsäuren aus dem Cytosol in die mitochondriale Matrix für die Energieerzeugung über β-Oxidation zu erleichtern.
Carnitin ist eine hydrophile Natursubstanz, die hauptsächlich durch diätetische Fleisch- und Milchprodukte aufgenommen wird und von Zellen zum Transport hydrophober Fettsäuren verwendet wird besteht aus drei Enzymen, die Carnitin verwenden, um den Import von hydrophoben langkettigen Fettsäuren aus dem Cytosol in die mitochondriale Matrix für die Energieerzeugung über β-Oxidation zu erleichtern.
- Carnitin-Palmitoyltransferase 1 (CPT 1) ist an der äußeren Mitochondrienmembran lokalisiert und katalysiert die Veresterungsreaktion zwischen Carnitin und Palmitoyl-CoA zur Produktion von Palmitoylcarnitin. Drei gewebespezifische Isoformen (Leber, Muskel, Gehirn) wurden identifiziert.

Carnitin-Palmitoyltransferase 1 (CPT 1) ist an der äußeren Mitochondrienmembran lokalisiert und katalysiert die Veresterungsreaktion zwischen Carnitin und Palmitoyl-CoA zur Produktion von Palmitoylcarnitin. Drei gewebespezifische Isoformen (Leber, Muskel, Gehirn) wurden identifiziert.
- Carnitin-Acylcarnitin-Translokase (CACT) ist ein integrales Protein der inneren Mitochondrienmembran, das Palmitoylcarnitin aus dem Zwischenmembranraum in die Matrix transportiert, im Austausch gegen ein Molekül freies Carnitin, das anschließend aus den Mitochondrien zurück in die Matrix transportiert wird.
- Carnitin-Palmitoyltransferase 2 (CPT 2) ist ein peripheres inneres mitochondriales Membranprotein, das als monomeres Protein allgegenwärtig in allen Geweben vorkommt, die Fettsäuren oxidieren.[12] Es katalysiert die Umesterung von Palmitoylcarnitin zurück zu Palmitoyl-CoA, das nun ein aktiviertes Substrat für die β-Oxidation innerhalb der Matrix ist.

### Molekulargenetik

Carnitin-Palmitoyltransferase-II-Mangel wird autosomal-rezessiv vererbt.

CPT2 ist das Gen, das das CPT-2-Enzym kodiert, und es wurde dem chromosomalen Locus 1p32 zugeordnet. Dieses Gen besteht aus 5 Exons, die ein Protein mit einer Länge von 658 Aminosäuren codieren. ++ Bis heute sechzig. In der Literatur wurde über krankheitsverursachende Mutationen innerhalb der kodierenden Sequenz von CPT2 berichtet, von denen angenommen wird, dass 41 davon zu Aminosäuresubstitutionen oder -deletionen an kritischen Resten führen.

#### Aminosäuresequenzen einiger gemeldeter Mutationen
- Ser113Leu (338C>T) ist die häufigste milde Mutation, die bei Erwachsenen beobachtet wird, sie hat eine beobachtete Allelfrequenz von 65 % bei Erwachsenen,[14] und sowohl homozygoten als auch heterozygoten Fällen wurden dokumentiert.
- Pro50His (149C>A) ist mit einer Allelhäufigkeit von 6,5 % auch in der adulten Form relativ häufig.[21]
- Arg161Trp, Glu174Lys und Ile502Thr sind andere homozygote milde Mutationen, die mit der adulten Form assoziiert sind.[6]
- Arg151Gln und Pro227Leu sind Beispiele für schwere homozygote Mutationen, die mit der mutisystemischen infantilen/neonatalen Form der Erkrankung in Verbindung gebracht wurden.[6]
- Die 18 bekannten schweren Mutationen, die zu vorzeitig verkürzten Proteinen führen, denen die restliche CPT-2-Aktivität fehlt, stehen im Zusammenhang mit dem Beginn bei Neugeborenen und sind wahrscheinlich in den meisten Fällen mit dem Leben nicht vereinbar.[6]
- Val368Ile und Met647Val sind Polymorphismen, die mit CPT-2-Mangel in Verbindung gebracht wurden.[6] Diese genetischen Anomalien allein verursachen nicht direkt die Erkrankung, scheinen sie aber zu verschlimmern Verringerung der enzymatischen Effizienz in Kombination mit einer oder mehreren primären CPT2-Mutationen.[21]

Jüngste Forschungsergebnisse zeigen, dass Mutationen, die mit einem spezifischen Krankheitsphänotyp assoziiert sind, sich auf spezifische Exons aufspalten. In dieser Studie wiesen Fälle mit Beginn im Säuglingsalter Mutationen in Exon 4 oder 5 des CPT2-Gens auf, während Fälle mit Beginn im Erwachsenenalter mindestens eine Mutation in Exon 1 und/oder Exon 3 aufwiesen. 
Die Forschergruppe legt nahe, dass Ser113Leu (Exon 3) und Pro50His (Exon 1) Schutz gegen die Entwicklung des schweren infantilen Phänotyps bei Patienten verleihen, die für die Entwicklung der erwachsenen Form der Störung prädisponiert sind, da diese beiden Mutationen nie vorhanden waren identifiziert in Fällen von zusammengesetzten heterozygoten infantilen Fällen.
Zur Unterstützung dieser Theorie berichtete eine unabhängige Gruppe von zwei Fällen, in denen Mutationen gezeigt wurden, dass sie das infantile (Arg151Gln) oder neonatale (Arg631Cys)-Formen, wenn sie homozygot waren, wurden stattdessen mit dem milderen, im Erwachsenenalter beginnenden Phänotyp assoziiert, wenn sie als zusammengesetzte heterozygote Mutationen mit Ser113Leu als zweiter Mutation vorlagen.

## Diagnose
- Tandem-Massenspektrometrie: nicht-invasive, schnelle Methode; ein signifikanter Peak bei C16 zeigt einen generellen CPT 2-Mangel an.[22][23]
- Gen- und Trägertests zur Bestätigung des Mangels mithilfe eines Hautenzymtests.[24] Schwangere können durch Amniozentese getestet werden.
- Proben von Enzymaktivität von Fibroblasten und/oder Lymphozyten
- Laborbefunde: Die meisten Patienten haben einen niedrigen Gesamt- und freien Carnitinspiegel und ein hohes Verhältnis von Acylcarnitin zu freiem Carnitin. In erwachsenen Patienten kann der Mangel während einer Attacke häufig durch Serum- und/oder Urinscreeningtest auf das Vorhandensein von Myoglobin- und Serumkreatinkinase- und -transaminasespiegeln (20-400× höher als normal) gefunden werden.[21] Bei Säuglingen und Neugeborenen wird von Anzeichen einer metabolischen Azidose und einer signifikanten Hyperammonämie berichtet.[17][21]

## Behandlung
Standard für die Behandlung von CPT-2-Mangel ist üblicherweise das Einschränken von längerer, anstrengender Aktivität und folgende Grundsätze:
- Die mittelkettige Fettsäure Triheptanoin scheint eine wirksame Therapie für CPT 2-Mangel in Erwachsenen zu sein.
- Fastensituationen sollten vermieden Werden
- Glukose-Infusionen während Infektionen, um Katabolismus zu verhindern
- Vermeidung von Valproinsäure, Ibuprofen, Diazepam und Vollnarkose
- Ernährungsmodifikationen einschließlich Ersatz von langkettigen durch mittelkettige Triglyceride, ergänzt mit L-Carnitin
- strenger Ernährungsplan: geringere Fettaufnahme, größere Kohlenhydrataufnahme[25]
- Vermeidung großer Belastungen (Training)